# پانچ گونالان
پانچ گونالان (انگلیسی: Punch Gunalan; ۴ فوریهٔ ۱۹۴۴ – ۱۵ اوت ۲۰۱۲) بدمینتون‌باز اهل مالزی بود.